# Dơi trắng Honduras
Dơi trắng Honduras (Ectophylla alba) là một loài dơi có bộ lông trắng với mũi và đôi mắt vàng. Nó khá nhỏ, chỉ dài 3.7-4.7 cm. Là loài duy nhất trong chi Ectophylla, nó được tìm thấy ở Honduras, Nicaragua, Costa Rica và miền tây Panama ở độ cao 700 m trên mặt nước biển.